# Древнеегипетская Книга мёртвых
Кни́га мёртвых в Древнем Египте (древнеегип. 𓂋𓏤𓈒𓈒𓈒𓏌𓏤𓉐𓂋𓏏𓂻𓅓𓉔𓂋𓅱𓇳 «Ру ну перет эм хэру», досл. «Сказания о восхождении во свет»𓏤) — сборник египетских заупокойных текстов, написанный преимущественно на папирусе и использовавшийся в период с раннего Нового царства (около 1550-х гг. до н. э.) до приблизительно 50-х годов до н. э.. Сборник представляет собой собрание магических заклинаний, призванное помочь умершему преодолеть опасности потустороннего мира и обрести благополучие в посмертии (на полях Иалу). Оригинальное древнеегипетское название сборника часто переводится как «Книга дня пришествия» либо «Заклинания дня выхода на свет». Слово «книга» эти тексты характеризует весьма условно — Книги Мёртвых представляют собой собрания разрозненных заклинаний различного наполнения, редактировавшиеся многочисленными древнеегипетскими жрецами на протяжении полутора тысяч лет. «Книгой» назвал этот сборник Карл Рихард Лепсиус, который использовал немецкое слово Todtenbuch (в современном написании — Totenbuch). Оно было переведено на другие языки мира как «Книга мёртвых».
Книга Мертвых, которую помещали в саркофаг или погребальную камеру, чаще всего писалась иероглифическим или иератическим письмом на свитке папируса и иллюстрировалась сценами, изображающими умерших и их путешествие в загробную жизнь. Книга Мертвых представляет собой развитие древнеегипетской традиции погребальных текстов, начатой в текстах пирамид и текстах саркофагов: заупокойные тексты в Древнем Египте изначально писались на стенах гробниц и саркофагов, и лишь начиная с 1550-х гг. до н. э. их начали писать на папирусе и формировать в сборник. Некоторые заклинания, включенные в книгу, напрямую заимствованы из текстов пирамид и текстов саркофагов, и существовали уже в 3-м тысячелетии до н. э. Такие заклинания зачастую дублировались на стенах гробниц и саркофагов по традиции. Другие заклинания были составлены позже — начиная с Третьего переходного периода (XI—VII вв. до н. э.).
Изначально канонического варианта Книги Мертвых не существовало. Дошедшие до нас папирусы содержат различающийся набор религиозных и магических текстов, которые по-разному проиллюстрированы рисунками. Разные копии Книги Мёртвых содержали от нескольких до двухсот глав различного объёма, начиная от длинных поэтических гимнов и оканчивая однострочными магическими формулами. Возможно, люди при жизни заказывали индивидуальные варианты Книги Мертвых и сами занимались подбором для неё заклинаний, которые считали важными для продвижения в загробную жизнь. Как бы то ни было, в период XXVI династии в Древнем Египте произошло всеобщее возрождение древних религиозных и погребальных традиций, были восстановлены древние храмы, а старые тексты Книги мёртвых переписаны, переработаны и упорядочены. Как следствие, появляются Саисские версии Книги Мертвых с упорядоченной структурой.
Расцвет культуры Книг Мертвых относится к эпохе XVIII и XIX династий (1550—1186 гг. до н. э.). Больше всего папирусов с текстами из Книги Мёртвых было найдено в захоронениях города Фивы — в фиванских гробницах жрецов и членов их семей. Эти папирусы богато украшены рисунками со сценами погребения, совершения заупокойного ритуала, посмертного суда, а также другие, связанные с заупокойным культом и представлениями о загробной жизни. Лучшим сохранившимся образцом древнеегипетской Книги Мертвых является Папирус Ани, датированный периодом около 1250 года до н. э. (XIX династия).

## История развития

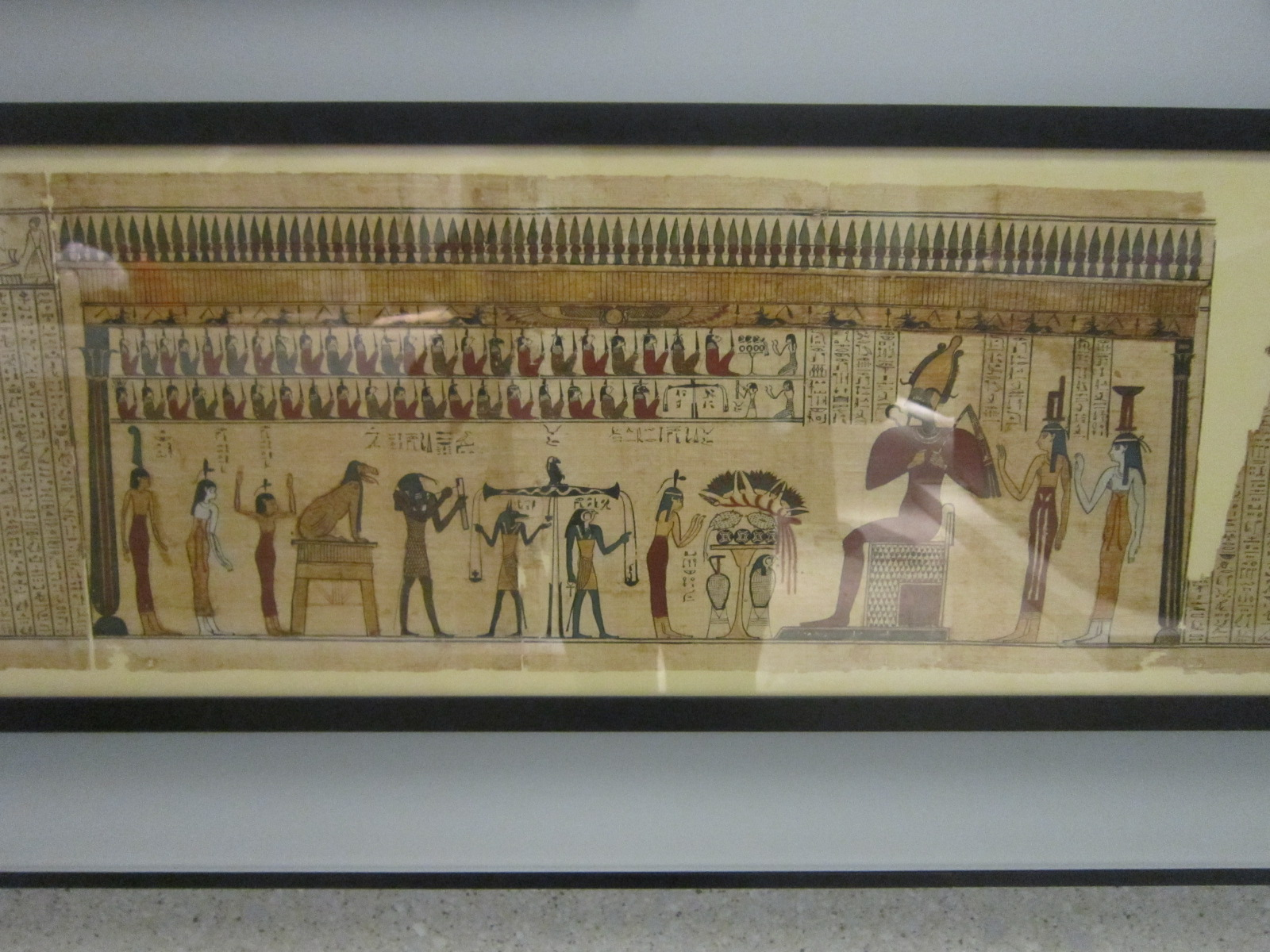
Часть Книги мёртвых из Ахмима, изображающий суд Осириса. IV—I вв. до н. э. Египетский музей и собрание папирусов в Берлине

Книга Мертвых возникла на основе традиции погребальных манускриптов, восходящих к Древнему царству. Первыми погребальными текстами были тексты пирамид, впервые использованные в пирамиде фараона Униса из V династии и датирующиеся периодом около 2400 г. до н. э.. Эти тексты были написаны на стенах погребальных камер внутри пирамид и предназначались исключительно для использования фараоном. Тексты пирамид были написаны необычным стилем: многие иероглифы, изображающие людей или животных, были оставлены незавершенными или нарисованы искаженными — скорее всего, чтобы они не причинили вреда мертвому фараону. Цель текстов пирамид заключалась в том, чтобы помочь умершему фараону занять свое место среди богов, в частности, воссоединить его с его божественным отцом Ра. Примечательно, что в тот период считалось, что загробная жизнь проходит на небе, а не в подземном царстве, как это описано в Книге мертвых. К концу Древнего Царства тексты пирамид перестали быть привилегией исключительно фараонов и стали использоваться региональными правителями другими высокопоставленными чиновниками.
В Среднем царстве появился новый вид погребальных текстов — Тексты саркофагов. В текстах саркофагов используется более новая версия древнеегипетского языка, появляются новые заклинания и впервые используются иллюстрации. Тексты саркофагов чаще всего писались на внутренних поверхностях саркофагов, хотя иногда их можно найти на стенах усыпальниц. Что примечательно, уже тогда иногда встречались версии на папирусах. Тексты саркофагов стали доступны более широкому кругу богатых египтян — что значительно расширило круг людей, которые могли рассчитывать на загробную жизнь; в литературе это получило название «демократизации загробной жизни».
Традиция Книги Мертвых возникла в Фивах в начале Второго переходного периода (около 1700 г. до н. э.). Самой ранней версией Книги Мертвых считается свиток, найденный в саркофаге царицы Ментухотеп из XVI династии. В Книге Мертвых царицы новые заклинания соседствуют с более старыми, известными из текстов пирамид и текстов саркофагов. В некоторых заклинаниях, появившихся в то время, прямо утверждается, что они имеют более древнее происхождение. Например, в заголовке к заклинанию № 30B говорится, что оно было открыто принцем Джедефхором во время правления фараона Микерина — за много сотен лет до того, как это заклинание было засвидетельствовано археологами.
К эпохе XVII династии традиция Книги Мертвых стала широко распространена не только среди членов семьи фараона, но и вельмож, а также других чиновников. В то время заклинания обычно писались на льняных саванах, обернутых вокруг мертвых, хотя иногда их находили написанными на саркофагах или папирусе.
В Новом Царстве традиция Книги Мертвых развивалась и широко распространилась. Знаменитое заклинание № 125 «Взвешивание сердца» впервые известно со времен правления Хатшепсут и Тутмоса III (около 1475 г. до н. э.). Начиная с этого периода Книгу Мертвых стали писать на свитке папируса, а иногда на пергаменте, а текст иллюстрировали картинками. Любопытно, ко времени XIX династии картинки стали большими и подробными — иногда в ущерб окружавшему их тексту.
В Третий переходный период Книги Мертвых стали писать как традиционными иероглифами, так и иератическим письмом. Иератические свитки были более дешёвой версией — без иллюстраций, кроме единственной картинки в начале, и на папирусах меньшего размера. Кроме того, Книгу Мертвых стали дополнять другими заупокойными текстами, например Амдуатом.
Во времена XXV и XXVI династий (760—525 гг. до н. э.) структуру и содержание Книги Мертвых пересмотрели, обновили и стандартизировали. Заклинания впервые упорядочили и последовательно пронумеровали. Эта стандартизированная версия известна сегодня как «Сайсская редакция» — в честь XXVI династии («Саисской»). Книга Мертвых оставалась в «саисской редакции» вплоть до периода правления Птолемеев (305—30 гг. до н. э.), хотя к концу птолемеевского периода её всё больше сокращали. Тогда же появились новые погребальные тексты, в том числе Книги дыхания и Книга перемещения вечности. Последняя найденная Книга Мертвых относится к I в. до н. э., хотя некоторые художественные мотивы, взятые из неё, все ещё использовались и во времена Римского правления.

## Заклинания

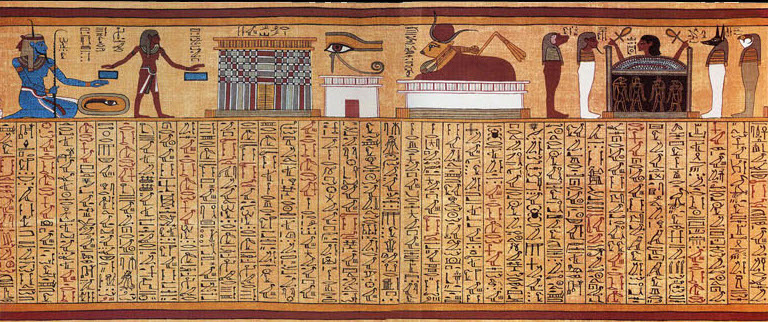
Заклинание № 17 из Папируса Ани. Картинка вверху иллюстрирует (слева направо) бога Хеха как воплощение моря; ворота в царство Осириса; око Гора; небесную корову Мехет-Верет и человеческую голову, поднимающаяся из саркофага и охраняемую четырьмя Сынами Гора

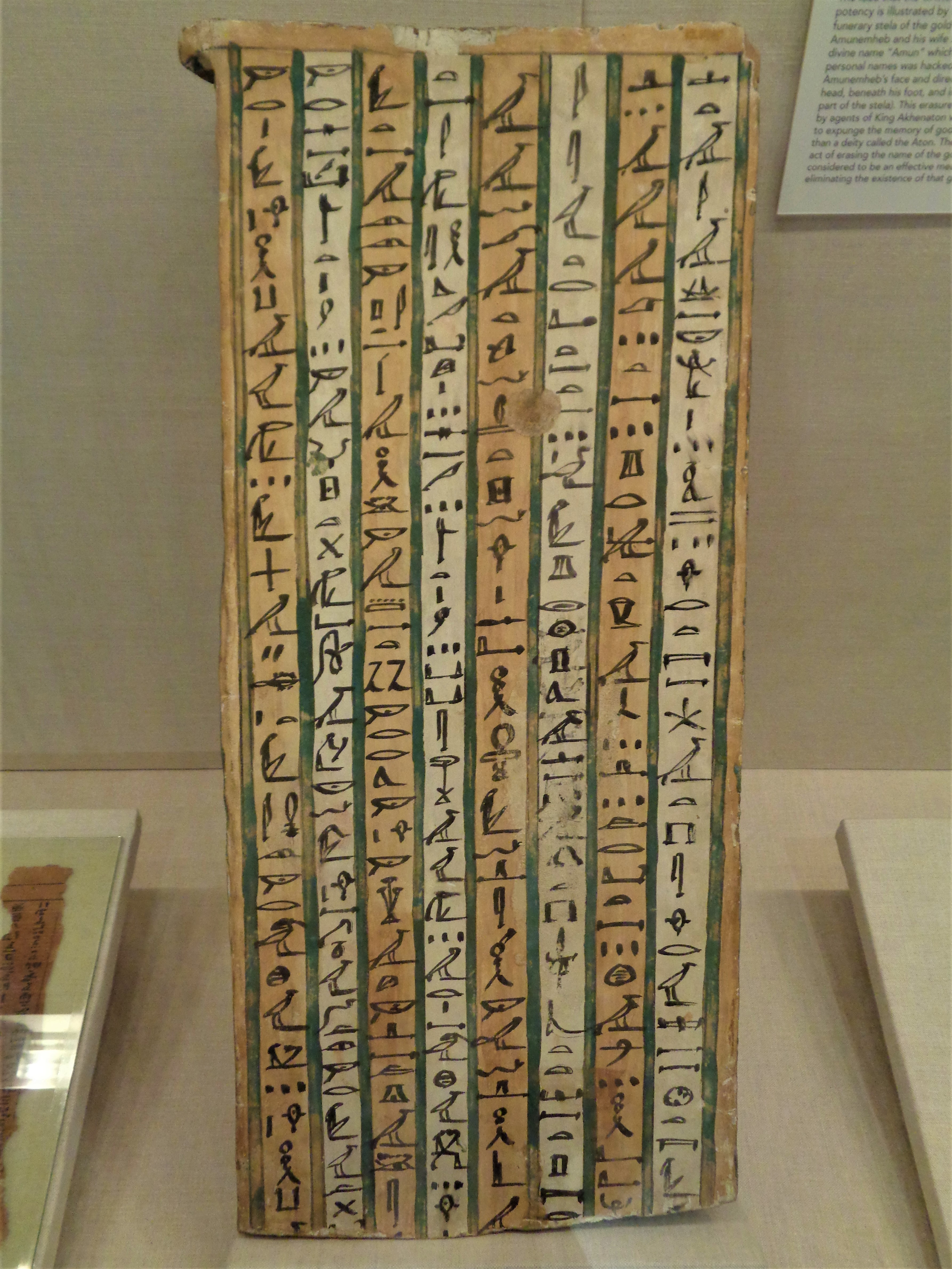
Египетская Книга Мертвых, нарисованная на фрагменте гроба (ок. 747—656 гг. до н. э.): заклинание № 79 (прикрепление души к телу) и заклинание № 80 (защита от бессвязной речи)

Книга Мертвых состоит из ряда отдельных текстов и сопровождающих их иллюстраций. Большинство разделов книги начинаются со слова 𓂋 «эр», которое может иметь значение «рот», «речь», «заклинание», «высказывание», «колдовство» или «глава книги» (сравн. с оригинальным древнеегипетским названием сборника «Ру ну перет эм хэру», где ру «𓂋𓏤𓈒𓈒𓈒» — множественное число от эр «𓂋»). Это хорошо отражает древнеегипетские представления о том, что ритуальная речь обладает магической силой. В контексте Книги Мертвых Ру обычно переводится как «заклинание» или «глава». В этой статье используется слово «заклинание».
В настоящее время известно 192 заклинания из Книг Мёртвых, при этом ни одна реальная Книга Мёртвых не содержит все из них. Заклинания служили целому ряду задач. Некоторые из заклинаний предназначены для того, чтобы дать умершим эзотерические знания о загробной жизни или, возможно, возвести их в ранг богов: например, заклинание № 17 представляет собой неясное и длинное описание бога Атума. Другие заклинания обеспечивают сохранение и воссоединение различных частей умершего (как материальных, так и духовных) и дающие умершему контроль над окружающим миром. Третьи заклинания защищают умершего от различных враждебных сил или проводят его по подземному миру мимо различных препятствий. Два заклинания связаны с судом над умершим в ритуале взвешивания сердца. С сердцем умершего связаны и заклинания № 6, 26-30 и 126 — их гравировали на скарабеях.
Тексты и изображения Книги Мертвых были не только религиозными, но и магическими. Магия была частью религии, а заклинания были такой же практикой, как молитва — даже когда магия была направлена на усмирение самих богов. У древних египтян не было большого различия между магической и религиозной практикой. Понятие магии (древнеегип. «хека») переплеталось с понятиями об устном и письменном слове. Произношение ритуальной формулы был актом творения, а речь тоже считалась действием. Магическая сила слов распространялась и на письменный язык. Считалось, что иероглифическое письмо было изобретено богом Тотом, а сами иероглифы обладали могущественной силой. Написанные слова передавали всю силу заклинания. Считалось, что это работает даже тогда, когда текст сокращен или опущен — как это часто происходило в более поздних свитках Книги Мертвых (особенно если присутствовали сопровождающие изображения). Кроме того, Египтяне верили, что знание имени человека даёт магическую власть над этим человеком. Из этих соображений Книга Мертвых снабжает своего владельца именами многих мистических существ, с которыми он столкнется в загробной жизни, давая ему власть над ними.
Заклинания Книги Мертвых были должны защищать умершего ото зла. Эти заклинания не только представлены в Книги Мертвых, но и на амулетах, вложенных в ткань, обертывающую мумию. В повседневной жизни амулеты использовались в огромном количестве. Другие предметы, находящиеся в непосредственном контакте с телом в гробнице, такие как подголовники, также считались амулетами. Ряд заклинаний связан с египетским верованием о целебной силе слюны.

## Структура
На протяжении большей части египетской истории Книги Мёртвых не имели фиксированной структуры и представляли собой разный набор заклинаний, взятых из доступного писцу корпуса религиозных текстов. Именно поэтому ранние исследователи Книги Мертвых делали вывод о том, что Книга Мёртвых внутренней структуры не имеет вообще. Как бы то ни было, в период XXVI династии (называемой «Саисской») — ок. 685—525 гг. до н. э., — в Древнем Египте происходит всеобщее возрождение древних религиозных и погребальных традиций, восстанавливаются древние храмы, а старые тексты Книги мёртвых переписываются, перерабатываются и упорядочиваются. Книга Мёртвых в тот период приобретает упорядоченную структуру, которая используется на протяжении всей дальнейшей истории. Это замечает в 1967 году египтолог Поль Барге в своём новаторском исследовании. Саисская редакция Книги Мертвых предполагает деление книги на 4 главы:
1. Заклинания № 1-16: Умерший входит в гробницу и спускается в подземный мир, а тело умершего возвращает себе способность двигаться и говорить.
2. Заклинания № 17-63: Объяснение мифического происхождения богов и географических мест. Умершему дают снова жить, чтобы он мог воскреснуть, переродившись, с утренним солнцем.
3. Заклинания № 64-129: Умерший путешествует по небу на солнечной барке как один из благословенных мертвецов. С закатом солнца умерший отправляется в подземный мир, чтобы предстать перед Осирисом.
4. Заклинания № 130—189: Оправдавшись, умерший обретает власть во Вселенной как один из богов. Этот раздел также включает в себя различные главы о защитных амулетах, обеспечении пищей и важных местах[26].

## Древнеегипетская концепция смерти и загробной жизни
Заклинания из Книги Мертвых отражают представления египтян о природе смерти и загробной жизни. Книга Мертвых является критически важным источником информации о египетских верованиях в этой области.

### Сохранение души
Древнеегипетские представления о человеке выходили далеко за рамки простой двойственности души и тела, как в авраамических религиях. Древние египтяне считали, что человек состоит из множества материальных и нематериальных компонентов, которые объединяют в человеке земную сферу чувственного и неосязаемую сферу Богов и предков. Соответственно, считалось, что человеческая душа не монолитна, а состоит из ряда компонентов, называемых хеперу. После смерти человека душа распадается на отдельные компоненты. Чтобы снова соединить эти компоненты воедино, необходимы погребальные ритуалы:
- Мумификация служила для сохранения и превращения физического тела в Сах — мумию, идеализированное духовное тело, «священные останки»[30]. Книга Мертвых содержала заклинания, направленные на сохранение тела умершего и читавшиеся в процессе мумификации (например, заклинание № 154)[31].
- Сердце Иб, которое, как считалось, хранило интеллект и память, тоже защищалось заклинаниями. Если физическое сердце по каким-то причинам не удавалось сохранить, на его место клали украшенного драгоценностями скарабея.
- Жизненная сила Ка оставалась в гробнице с мертвым телом и требовала подношений в виде еды, воды и благовоний. Если жрецы или родственники умершего по каким-то причинам не смогли сделать эти подношения, заклинание № 105 гарантировало, что Ка будет удовлетворено[32].
- Имя усопшего Рен образовывало его личность и было необходимо для продолжения его существования в загробной жизни. Поэтому его имя было прописано во многих местах Книги Мертвых. А заклинание № 25 гарантировало, что умерший помнит свое собственное имя[33].
- Ба подставляло собой совокупность чувств и эмоций человека и изображалось в виде птицы с человеческой головой. Считалось, что Ба может уйти от человека во внешний мир. Заклинания № 61 и № 89 были призваны сохранить Ба[34].
- Шуит представляло собой тень покойного. Чтобы тень не ушла, необходимы были заклинания № 91, № 92 и № 188[35].

Считалось, что если все эти компоненты души удалось сохранить (запомнить, насытить), то душа покойного человека будет жить в форме Ах — чистого духа, освободившегося от телесной оболочки и наделённого магией, живущего в загробном мире вместе с богами и вкушающего его радости.

### Путь в загробную жизнь
Из-за региональных и временны́х различий в древнеегипетской религии сложно однозначно описать, какую именно загробную жизнь должны были вести умершие люди. Согласно Книге Мертвых, усопших отводили к богу Осирису, заточенному в подземном царстве Дуат. Согласно другой традиции, Ах и Ба умершего должны были присоединиться к богу Ра, когда тот путешествовал по небу на своей солнечной барке, и помочь ему отбиться от злобного змея Апепа (заклинания № 100—102, 129—131, 133—136). Помимо присоединения к богам, Книга Мертвых также изображает усопших живущими тросниковых полях Иалу — райском подобии реального мира. Тростниковое поле изображено как пышная, благополучная версия египетского образа жизни (заклинания № 109—110, 149). Там есть поля, урожай, быки, люди и водные пути. Показано, что умерший встречает Великую Эннеаду (девять верховных богов Древнего Египта), а также своих родителей. Хотя тростниковые поля Иалу изображали как приятное и благополучное место, из иллюстраций видно, что там существует ручной труд. По этой причине в гробницы клали статуэтки, которые называются ушебти. На этих статуэтках было начертано заклинание (продублированное в Книге Мертвых), которое заставляет их выполнять любой ручной труд вместо их владельца (если таковое потребуется в загробной жизни). Ясно также, что мертвые не только отправлялись в обитель богов, но и сами приобретали божественные черты: в Книге Мертвых умерший часто упоминается как «Осирис — [Имя]».
Путь в загробную жизнь, изложенный в Книге Мертвых, был сложен и полон опасностей. Покойный должен был пройти ряд ворот, пещер и курганов, охраняемых сверхъестественными существами. Эти ужасающие существа были вооружены огромными ножами и изображены в гротескных формах. Как правило, их изображали в виде человеческих фигур с головами животных, либо в виде существ, состоящих из разных свирепых зверей. Их имена — например, «Тот, кто питается змеями» или «Тот, кто танцует в крови» — столь же гротескны. Этих существ нужно было усмирять, произнося соответствующие заклинания, включенные в Книгу Мертвых, Усмирённые, они больше не представляли угрозы и могли даже защищать умершего. Другими мистическими существами были «убийцы», карающие неправедных от имени Осириса. Книга Мертвых помогала своему владельцу не привлекать их внимания. Помимо этих сверхъестественных существ, были также угрозы со стороны обычных или мистических животных (включая крокодилов, змей и жуков).

### Суд Осириса

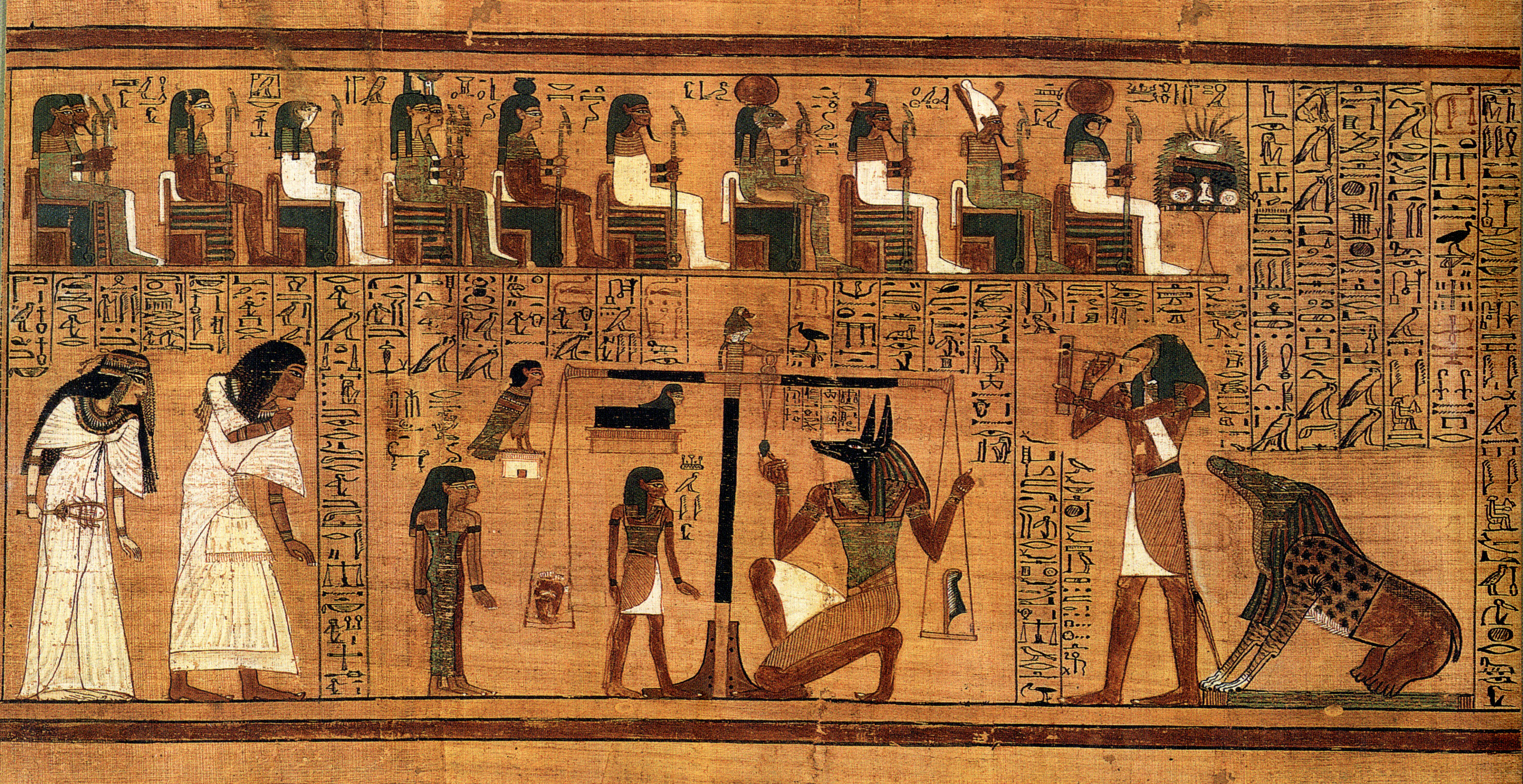
Тот и Анубис взвешивают сердце покойного (из Папируса Ани)

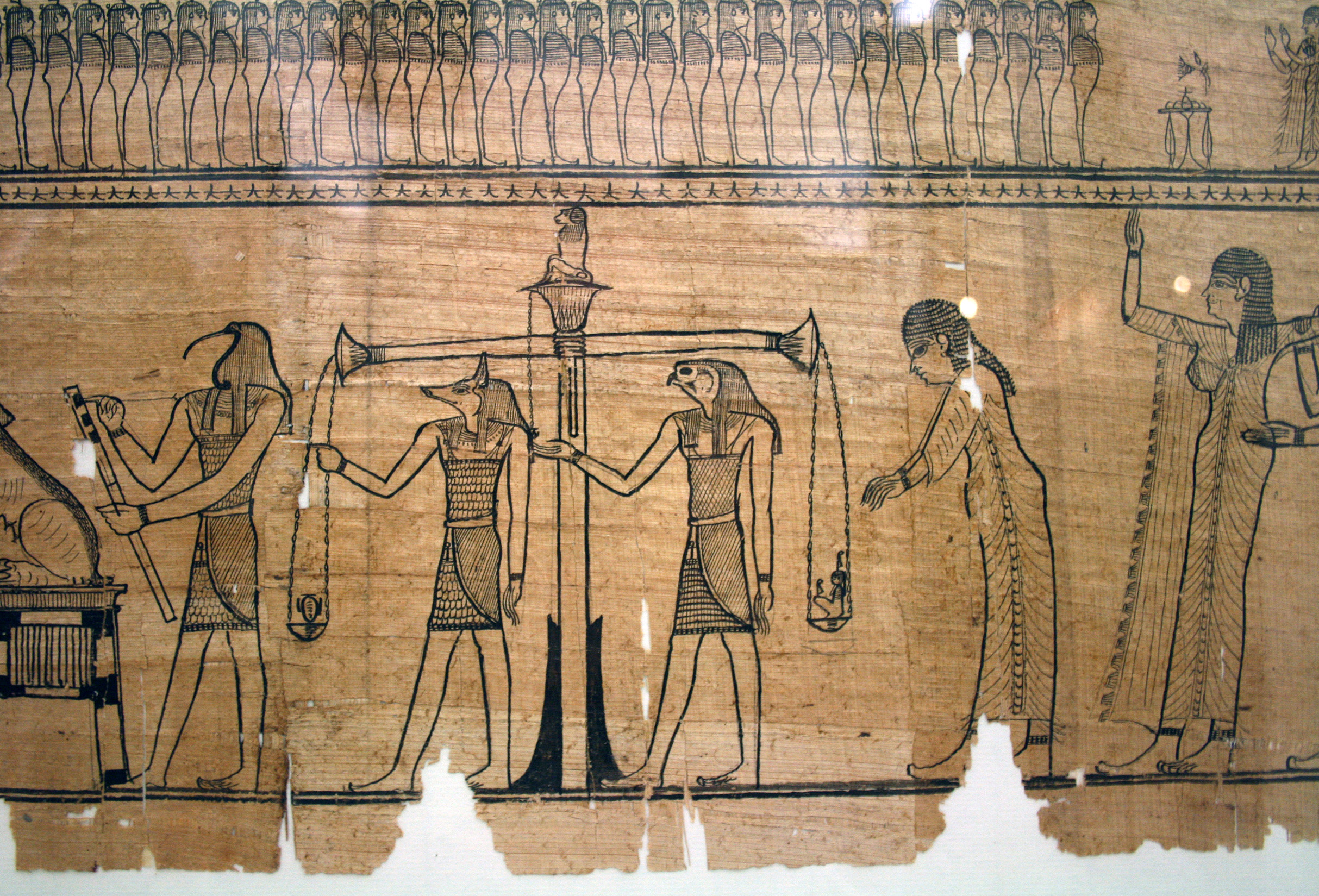
Взвешивание сердца в Книге мёртвых Сесостриса (Венский музей папирусов)

Сцена Суда Осириса появилась в Книге Мёртвых в начале правления XVIII династии (около 1550-х гг. до н. э.). Если усопший преодолевал все препятствия Дуата, его должны были судить на основе ритуала взвешивания его сердца, как
то описано в заклинании № 125. Умершего вёл бог Анубис в присутствии Осириса, царя и судьи загробного мира. Осирис изображался сидящим на троне с символами царской власти (атеф, скипетр и плеть). Наверху изображены 42 бога номов. Умерший клялся, что не совершал ни одного греха из списка 42 грехов. Для этого покойный должен быть читать оправдательный текст, известный как Исповедь отрицания:
Слава тебе, бог великий, владыка обоюдной правды. Я пришёл к тебе, господин мой. Ты привёл меня, чтобы созерцать твою красоту. Я знаю тебя, я знаю имя твоё, я знаю имена 42 богов, находящихся с тобой в чертоге обоюдной правды, которые живут, подстерегая злых и питаясь их кровью в день отчёта перед лицом Благого. Вот я пришёл к тебе, владыка правды; я принёс правду, я отогнал ложь. Я не творил несправедливого людям. Я не делал зла. Не делал того, что для богов мерзость. Я не убивал. Не уменьшал хлебов в храмах, не убавлял пищи богов, не исторгал заупокойных даров у покойников. Я не уменьшал меры зерна, не убавлял меры длины, не нарушал меры полей, не обвешивал, не подделывал стрелки весов. <…> Я чист, я чист, я чист, я чист.
Затем боги Тот и Анубис клали сердце умершего на весы, чтобы проверить, насколько праведно жил покойный. Сердце клали на одну чашу весов, а на другую ставили богиню Маат, которая олицетворяла истину и справедливость. Маат часто изображали страусиным пером — иероглифическим знаком её имени. Усопший должен был произнести речь, обращенную к 42 богам, которых можно назвать присяжными:
…нет ко мне обвинения со стороны современного царя… Я явился к вам без греха, без порока, без зла, без свидетеля, против которого я бы сделал что-либо дурное…
Как на настоящем судебном процессе, покойный доказывает, что обвинение против него необоснованно, и что нет свидетелей против него. По своему описанию суд Осириса очень похож на суд фараона — верховного судьи, председательствующего в верховной судебной коллегии из 30 судей (аналогия с богами на суде Осириса). В этот момент был риск, что сердце усопшего выступит в судебном процессе свидетелем обвинения, исповедуясь в грехах, совершенных покойным при жизни — заклинание № 30B защищало от такой вероятности. Если весы уравновешивались, это означало, что умерший прожил хорошую жизнь. Анубис вел усопшего к Осирису, и они искали свое место в загробной жизни, став маа-херу — «оправданными», «верными голосу». Если сердце было не в равновесии с Маат, то страшный зверь по имени Амат был готов съесть его и положить конец загробной жизни умершего человека.
Эта сцена примечательна ещё и тем, что является одной из немногих частей Книги Мертвых, имеющих явное моральное содержание. Суд над покойным и его исповедь были отражением общепринятых представлений древних египтян о морали. Каждое «Я не делал…» из Исповеди отрицания следует читать как «Не должен делать…». Если Десять заповедей иудейской и христианской этики представляют собой правила поведения, установленные божественным откровением, то Исповедь отрицания — это скорее божественное принуждение к повседневной морали. Среди египтологов расходятся взгляды на то, в какой степени Исповедь отрицания представляет собой моральный абсолют. Джон Тейлор указывает, что формулировка заклинаний № 30B и № 125 предполагает прагматический подход к морали: раз сердцу запрещено свидетельствовать о каких-то неудобных и нелицеприятных фактах из жизни усопшего, складывается впечатление, что покойный мог войти в загробную жизнь и не будучи полностью чистым в моральном плане. Если Огден Гоэлет говорит, что «без примерного и нравственного поведения не было никакой надежды на успешную загробную жизнь», то Джеральдин Пинч указывает, что Исповедь отрицания похоже на обычное заклинание, защищающее от демонов, и что успех взвешивания сердца зависел от знания покойным истинных имен судей, а не от морального поведения покойного.

## Создание Книги Мёртвых

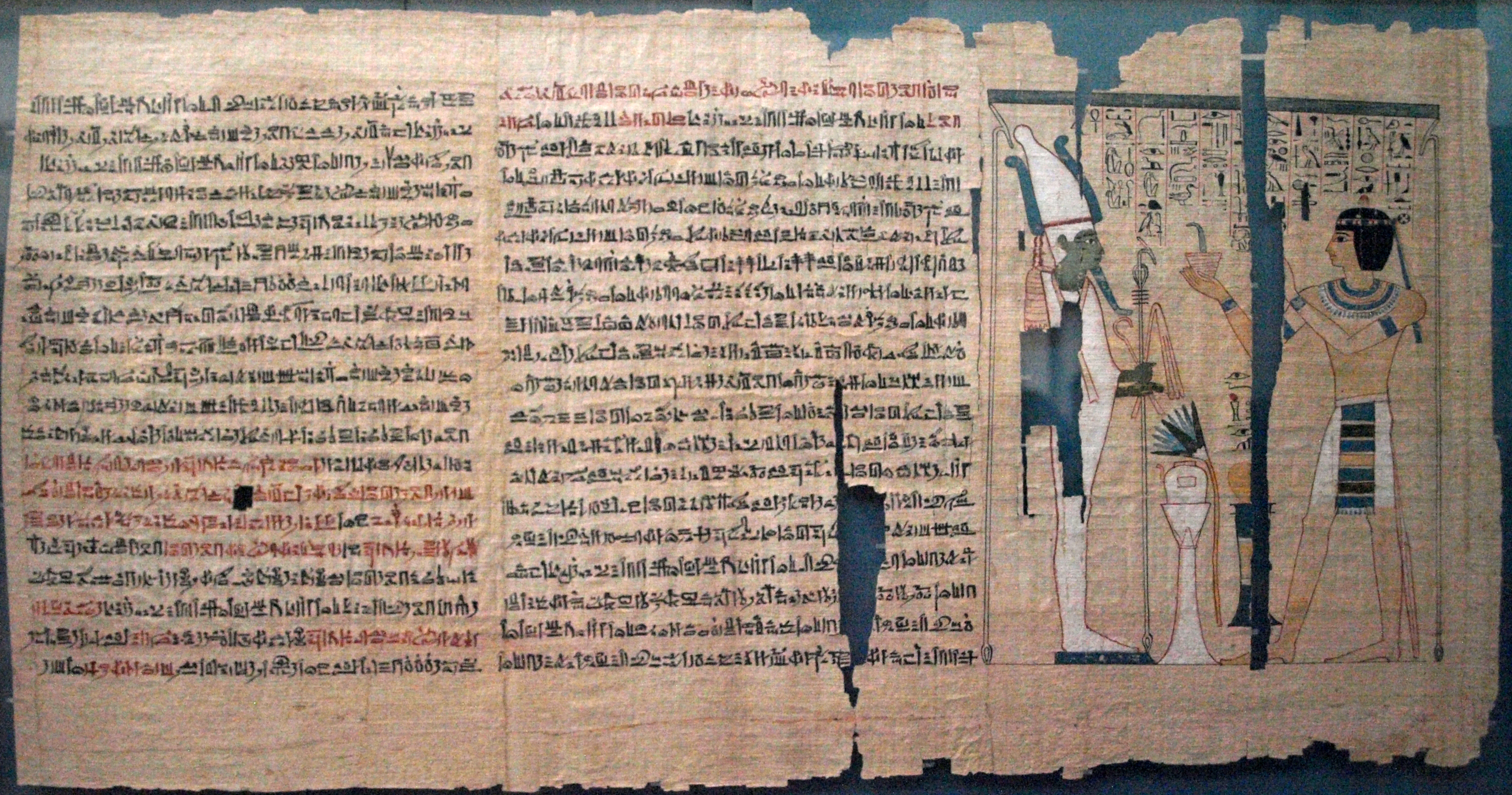
Часть Книги Мертвых" Пинеджема II. Текст иератический — за исключением иероглифов на иллюстрации. Также видно, что использованы красные чернила, а также заметны стыки между листами папируса, из которых склеен свиток.

Книга Мертвых писалась писцами по заказу. Люди заказывали себе Книги Мертвых в процессе подготовки к собственным похоронам, либо для недавно умершего родственника. Книга Мёртвых стоила дорого: один источник оценивает написание свитка Книги Мертвых в один дебен серебра (возможно, это эквивалентно половине годовой зарплаты рабочего). По всей видимости, сам папирус тоже был дорогим: известно много случаев его повторного использования в повседневных документах для создания палимпсестов. Одна обнаруженная Книга Мертвых была написана на уже использовавшемся ранее папирусе.
Большинство владельцев Книги Мертвых принадлежали к социальной элите. Первоначально Книга Мертвых считалась привилегией исключительно семьи фараона, но в более позднее время Книги Мертвых стали находить в гробницах писцов, жрецов и чиновников. Большинство владельцев были мужчинами, и, как правило, картинки в Книге Мёртвых изображали жену владельца. Сначала на одну Книгу Мёртвых для женщины приходилось примерно десять книг мёртвых для мужчин. Однако в течение Третьего переходного периода на одну мужскую Книгу Мёртвых стало приходиться две женских. Кроме того, в Поздний и Птолемеевский период женщинам принадлежало примерно треть Книг Мертвых, написанных иератическим письмом.
Размеры Книги Мертвых могут сильно различаться: самая длинная — 40 м, а некоторые — всего 1 м. Книги Мертвых состоят из листов папируса, склеенных вместе: отдельные папирусы имели ширину от 15 до 45 см. Писцы, работавшие над папирусами Книги Мертвых, больше заботились о качестве своей работы по сравнению с теми, кто работал над более приземленными текстами. Они заботились об обрамлении текста полями и не писали на стыках между листами. Слова «Перет эм хэру» («Восхождение на свет», оригинальное древнеегипетское название сборника), иногда появляются на оборотной стороне папируса — возможно, выступая в качестве заглавия.

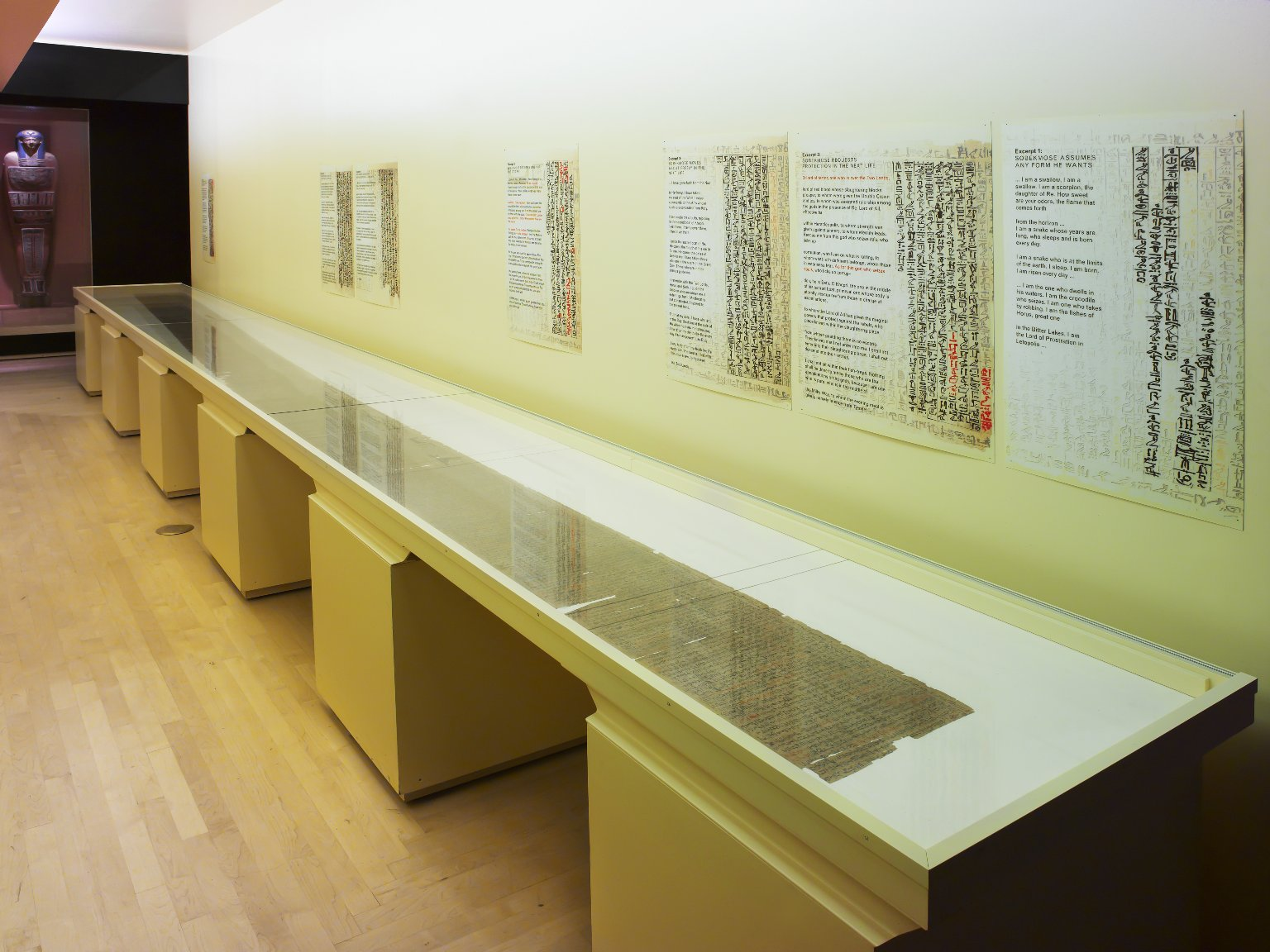
Книга Мертвых ювелира Собекмоса, Бруклинский музей

Известно также, что было налажено мелкосерийное производство Книг Мёртвых: существовали погребальные мастерские, которые занимались производством Книг Мёртвых на широкого потребителя. При этом писцы оставляли место для имени умершего, которое туда необходимо было вписать самостоятельно. Скорее всего, таким был Папирус Ани: имя «Ани» в нём появляется вверху или внизу столбца, либо сразу после названия заклинания, в котором его представляют как произносящего текст. Почерк, которым написано имя «Ани», отличается от почерка, которым написан остальной текст. В некоторых местах имя «Ани» написано с ошибками или пропущено.
Текст Книг Мертвых Нового Царства писался скорописными иероглифами, сверху вниз, слева направо (но иногда и справа налево). Иероглифы писались в столбцах, разделенных черными линиями — точно так же, как и в текстах саркофагов и текстах пирамид. Иллюстрации размешались в тексте по разному: выше текста, ниже текста, в тексте. Самые большие иллюстрации занимали целый лист папируса.
Начиная с XXI династии все больше копий Книги Мертвых пишется иератическим письмом. Каллиграфия аналогична каллиграфии других иератических рукописей Нового Царства. Текст написан в строках через широкие столбцы. Когда свиток был склеен из папирусов небольшой ширины, размер папирусов зачастую определял размер столбцов. Иногда в иератическую Книгу Мертвых добавляли иероглифические подписи.
Независимо от выбора варианта письменности (иератическое либо иероглифическое письмо), текст Книги Мертвых писали черными и красными чернилами. Большая часть текста была написана чёрным цветом, а красными чернилами прописывали названия заклинаний (которые соответствуют главам Книги), инструкции по правильному выполнению ритуалов, а также имена опасных существ (например, Апоп). Черные чернила делали на основе угля, смешанного с водой, а красные чернила — на основе охры, смешанной с водой.

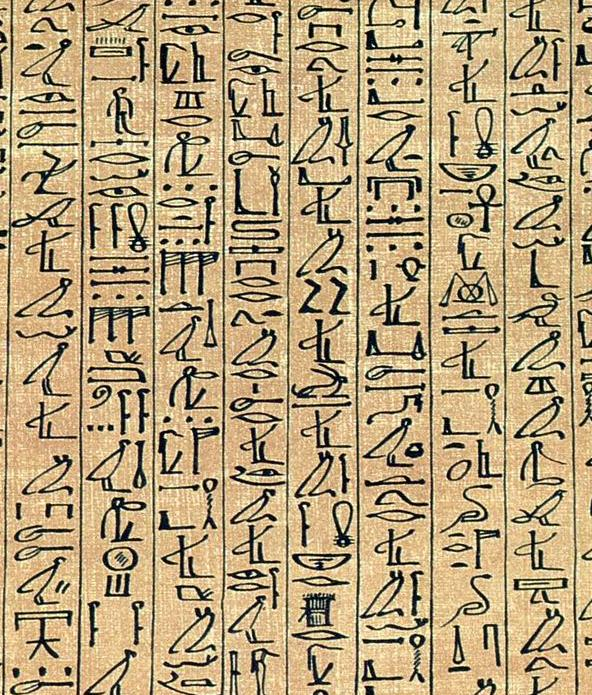
Крупный план Папируса Ани, показывающий Скорописные иероглифы

Стиль и характер картинок, используемых для иллюстрации Книги Мертвых, сильно различаются. Некоторые Книги Мертвых содержат роскошные цветные иллюстрации — даже с использованием сусального золота. Другие содержат только простые картинки, представляющие собой рисунок в виде линий без закрашивания, или одну простую иллюстрацию в начале.
Папирусы Книги Мертвых часто были работой нескольких разных писцов и художников, а затем их работы в буквальном смысле склеивались вместе. Обычно можно легко идентифицировать стиль разных писцов, работавших над рукописью (даже если рукопись небольшая). Как правило, над текстом и над иллюстрациями работали разные специалисты: обнаружен ряд Книг, в которых текст завершен, а иллюстрации остались пустыми.

## Открытие, перевод, интерпретация и сохранение

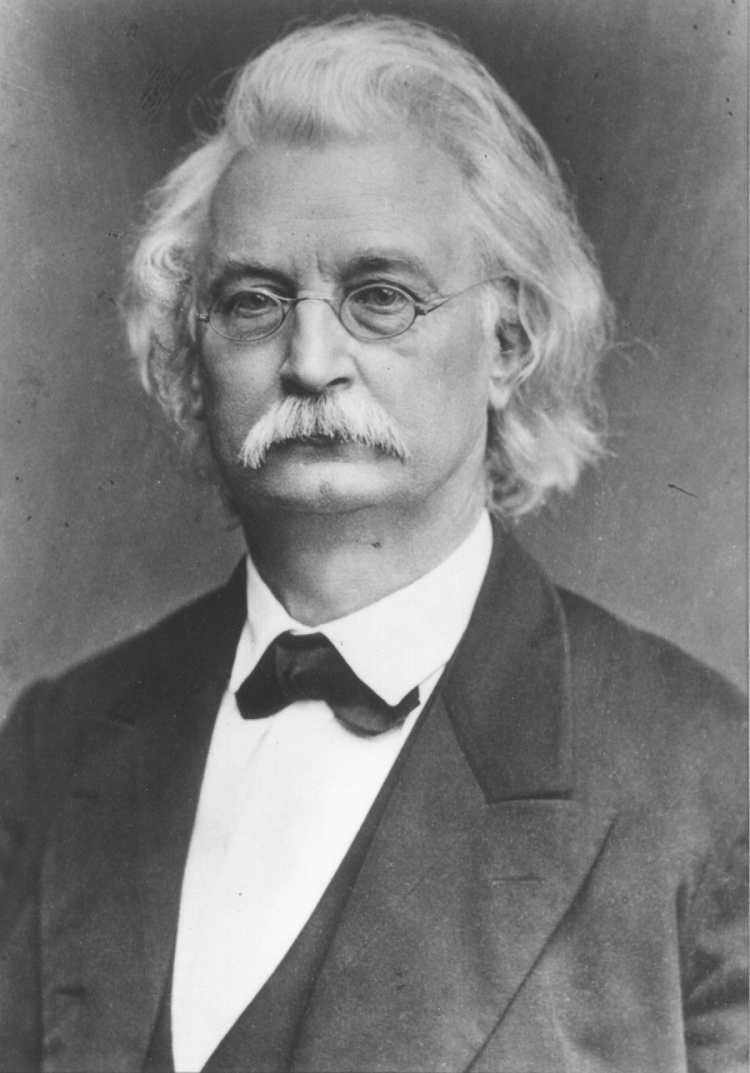
Карл Рихард Лепсиус, первый переводчик полной рукописи Книги Мертвых

О существовании Книги Мертвых было известно уже в Средние века — задолго до того, как стало понятно её содержание. Поскольку её находили в гробницах, было очевидно, что это документ религиозного характера. Это породило широко распространенное, но ошибочное мнение о том, что Книга Мертвых была древнеегипетским эквивалентом Библии или Корана.
В 1842 году Карл Рихард Лепсиус опубликовал перевод рукописи, датируемый эпохой Птолемеев, и придумал название «Книга мертвых» (das Todtenbuch). Он также ввел систему нумерации заклинаний, которая используется до сих пор (c дополнениями новых номеров по мере обнаружения новых Книг Мертвых). Лепиус продвигал идею консолидированного издания Книги Мертвых, объединяющего все соответствующие рукописи. Этот проект был предпринят Эдуардом Навилем, который начал свою работу в 1875 году и закончил её в 1886 году. По результатам проделанной работы был выпущен трехтомный труд, включающий подборку картинок для каждого из 186 заклинаний, с которыми работал Навиль, наиболее значительные варианты текста для каждого заклинания и комментарий. В 1867 году Сэмюэл Бёрч из Британского музея опубликовал первый обширный английский перевод Книги Мертвых. В 1876 г. он опубликовал фотокопию папируса Небсени.
Работа Уоллиса Баджа, преемника Бёрча в Британском музее, до сих пор пользуется высоким спросом: как иероглифические издания, так и его английские переводы Папируса Ани, хотя последние в настоящее время считаются неточными и устаревшими. Более поздние переводы на английский язык были опубликованы Т. Г. Алленом (1974) и Раймондом О. Фолкнером (1972). По мере изучения новых документов открывались новые заклинания: на текущий момент их общее количество составляет 192.
Комплексных прямых переводов Книги Мёртвых с древнеегипетского на русский язык пока нет. Широко известны прямые переводы с древнеегипетского на русский отдельных заклинаний Книги Мёртвых Михаила Косторовцева.
В 1970-х годах Урсула Рёсслер-Келер из Боннского университета создала рабочую группу по изучению истории текстов Книги Мертвых. Исследовательский проект получил спонсорскую поддержку от немецкой федеральной земли Северный Рейн-Вестфалия и Немецкого исследовательского фонда, а в 2004 году перешёл под эгиду Немецких академий наук и искусств. Сегодня проект имеет базу данных документов и фотографий, которая охватывает 80 % сохранившихся копий и фрагментов известных текстов Книг Мертвых, и предоставляет доступ к данным египтологам. Проект базируется в Боннском университете, а многие материалы доступны в Интернете. Аффилированные ученые являются авторами серии монографических исследований Studien zum Altägyptischen Totenbuch, а также серии Handschriften des Altägyptischen Totenbuches, в которой публикуются сами манускрипты. Оба сборника издаются в издательстве Harrassowitz Verlag. Кроме того, издательство Orientverlag выпустило ещё одну серию монографий Totenbuchtexte, посвящённых анализу, синоптическому сравнению и критике.
Исследовательская работа над Книгой Мёртвых всегда вызывала технические трудности из-за необходимости копировать очень длинные иероглифические тексты. Первоначально их копировали вручную с помощью кальки или камеры-люциды. В середине XIX века стали доступны иероглифические шрифты, что упростило литографическое воспроизведение манускриптов. В настоящее время иероглифы можно печатать в настольных издательских программах: в сочетании с технологией цифровой печати это снижает затраты на публикацию Книги Мёртвых. Как бы то ни было, огромное количество манускриптов Книги Мёртвых в музеях по всему миру остаются неопубликованными.

## Пример
Ниже приведено Заклинание № 5. Оно взято из папируса Ани и является первым заклинанием в книге мёртвых Ани. Заклинание сопровождается иллюстрацией. В центре иллюстрации изображена мумия умершего человека, которая лежит в гробу. Гроб установлен на лодке с полозьями, запряженной волами. В лодке, у головы и у ног мумии, две маленькие фигуры Нефтиды и Изиды. Рядом стоит на коленях жена Ани Туту, скорбя. Перед лодкой жрец Сем воскуряет благовония в кадиле и изливает ритуальную жидкость из сосуда: он изображён одетым в ритуальные одежды из шкуры пантеры. За ним следуют восемь скорбящих, у одного из которых выбелены волосы. Сзади гроб, увенчанный фигурой анубиса и украшенной эмблемами «защиты» и «стабильности», затаскивают на сани четыре жреца, а за ним следуют два других.

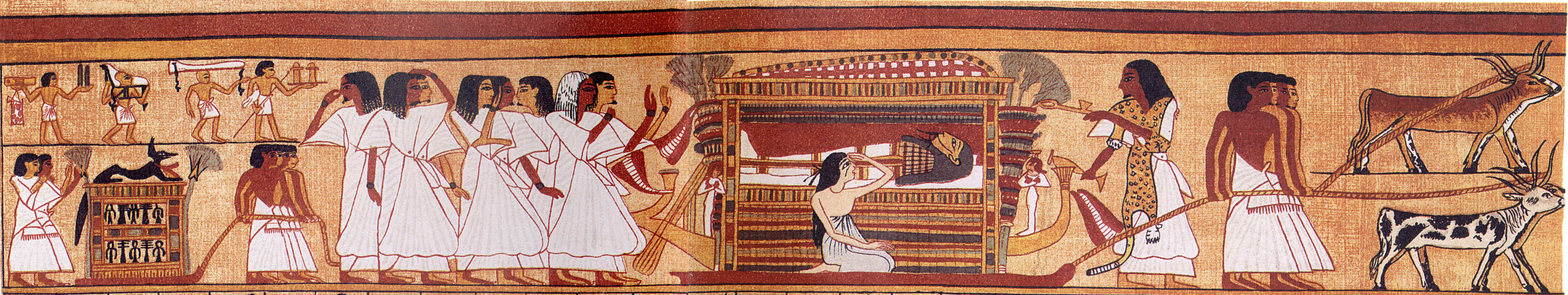

ЗДЕСЬ НАЧИНАЮТСЯ СКАЗАНИЯ О ВОСХОЖДЕНИИ ВО СВЕТ — О ТОМ, КАК ПРИЙТИ И ПОПАСТЬ В СЛАВНУЮ НЕТЕР-КЕРТ В ПРЕКРАСНЫЙ АМЕНТИ. ПРОЧИТАТЬ В ДЕНЬ ПОХОРОН. ВОЙТИ ПОСЛЕ ВЫХОДА.

Покойный Ани. Покойный писец Ани говорит:

«Почтение тебе, о бык Аменти. Со мной царь вечности Тот.

Я Великий бог в солнечной ладье. Я боролся за тебя.

Я один из богов: тех святых принцев, которые заставили Осириса победить своих врагов в день взвешивания слов.

Я один из твоих людей, о Осирис! Я [один] из богов, рождённых от Нут: тех, кто убивает врагов Осириса и держит для него в рабстве злобного Себау.

Я один из твоих людей, о Гор! Я сражался за тебя, я обратил в бегство врага ради твоего имени.

Я Тот, который сделал Осириса победителем над его врагами в день взвешивания слов в великом доме Могущественного Древнего в Анну.

Я житель Татту, сын жителя Татту, я был зачат в Татту, я родился в Татту.

Я с теми, кто плачет, и с женщинами, которые оплакивают Осириса в двойной(?) стране pехтетов; и я заставляю Осириса побеждать своих врагов.

Ра повелел Тоту сделать Осириса победителем над его врагами. То, что было приказано для меня, сделал Тот.

Я с Гором в день облачения Тештеш и открытия фонтанов для очищения [тела] бога, чье сердце не бьётся, и открытия двери сокрытых вещей в Рестау.

Я с Гором, который охраняет левое плечо Осириса в Сехеме, входя и выходя из божественного пламени в день изгнания мятежников из Сехема.

Я с Гором в день праздников Осириса делаю подношения на шестой день праздника, и я вхожу и выхожу из божественного пламени в день уничтожения злодеев в Сехеме [и на] празднике Тенат в Анну.

Я жрец в Татту, я был оракулом в храме Осириса, что на холме.

Я вижу то, что сокрыто в Рестау. Я читаю из книги праздника Души [которая есть] в Татту.

Я жрец Cем, и следую его курсу. Я великий руководитель мастеров в день посадки ладьи Хенну, лодки Сокара, на сани.

И это был я, кто взялся за мотыгу в день вспахивания земли в Сутен-Хенене.

О вы, кто пускает безупречные души в Зал Осириса!

Да пустите безупречную душу покойного писца Ани, победившего [в зале Двойной истины], войти с вами в дом Осириса!

Да услышит он то, что вы слышите; да увидит он, как вы увидите; да встанет он, когда вы встаете; да сидит он, как вы сидите!

О вы, кто дает хлеб и пиво безупречным душам в Зале Осириса!

Дайте же хлеб и пиво два раза в день душе покойного Ани, которая победила перед всеми богами Абту, и кто побеждает вместе с вами.

О вы, кто открывают путь и дорогу совершенным душам в Зале Осириса!

Откройте же путь и дорогу душе покойного писца и повелителя всех божественных подношений Ани, кто теперь с вами!

Да войдет он с отважным сердцем и да выйдет с миром из дома Осириса.

Да не будет он отвергнут, да не возвратится он назад, да войдёт он радостным, да выйдет [он как] пожелает, и пусть он победит.

Да будут выполнены приказы его в доме Осириса; пусть он пойдет, и да поговорит он с вами, и да будет он прославлен душой вместе с вами. Его не сочли там нуждающимся, и весы избавлены от [его] испытания».

## Комментарии
1. 1 2  Так звали жреца бога Птаха из Мемфиса, который руководил похоронной церемонией Ани
2. ↑  Нетер-керт (Нетер-Кертет, ж.р., досл. "Священное место под землёй") — загробный мир. Также называется Дуат.
3. ↑  Аменти (досл. "Запад") — первый по счёту регион загробного мира, где происходит суд Осириса. Полон препятствий, опасностей и испытаний, которые должен пройти усопший, чтобы в конце концов попасть на Поля Иалу — древнеегипетское подобие рая.
4. ↑  Это обращение к душе Ани: войти назад после того, как она вышла из тела.
5. ↑  «Быком Аменти» называли Осириса
6. 1 2  Тот — древнеегипетский бог письменности и мудрости, покровитель писцов
7. ↑  Имеется в виду верховный бог Ра
8. ↑  Имеются в виду 4 бога сторон света, сыновья Гора, внуки Осириса: Хапи, Амсет, Квебехсенуф и Дуамутеф. Согласно мифологии, они участвовали в сборке воедино частей тела Осириса, разрубленного Сетом на части, чтобы воскресить его
9. 1 2  День взвешивания слов — день суда у Осириса, «когда сердца и слова будут взвешены»
10. ↑  Себау — мистическое чудовище, помощник змея Апопа, которое служит богу Сету — врагу Осириса. Изображалось в виде змеи, крокодила, или пэчворка из этих двух животных с человеческими частями тела
11. 1 2  Согласно древнеегипетской мифологии, Тот был протоколистом на суде мёртвых Осириса
12. 1 2  Анну — название храма Ра в Гелиополисе
13. 1 2 3  Татту соответствует современному египетскому городу Бусирис
14. ↑  Имеются в виду Нефтида и Изида
15. ↑  Переводчикам пока не удалось точно идентифицировать это слово
16. ↑  Рехтет (pехет, рехеты, рехтеты) — народ, населявший север дельты Нила, не считавшийся египтянами. Этническое происхождение рехтетов не ясно. Древнеегипетские надписи описывают их как мифологических жителей дельты Нила, и как всех «северных врагов Верхнего Египта»
17. ↑  Согласно мифологии, Тот занимал почётное место писца, секретаря и визиря верховного бога Ра, и вместе с богиней Маат во время небесного путешествия Ра стоял сразу за ним[74]
18. ↑  Согласно мифологии, сын Осириса и Изиды Гор сыграл ключевую роль в воскрешении Осириса из мёртвых
19. ↑  Тештеш — другое имя Осириса
20. ↑  "День облачения Тетеш" — имеется в виду день подготовки тела бога Осириса к похоронам. Согласно мифологии, Осирис первым в мире подвергся процедуре мумификации и обрёл бессмертие в потустороннем мире
21. ↑  "День открытия фонтанов для очищения [тела] бога, чье сердце не бьётся" — имеется в виду день подготовки тела бога Осириса к похоронам. Согласно мифологии, Осирис первым в мире подвергся процедуре мумификации и обрёл бессмертие в потустороннем мире
22. 1 2  Рестау (Ра-Cетау, досл. "Портал протаскивания") — область подземного царства Дуат, которую бог Ра каждый день пересекает на своей солнечной барке с 4 до 5 утра в обессиленном состоянии. В древнеегипетских текстах Рестау называют «землей Сокара, что на его песках» и «землей бурлаков». Земля Рестау, полная песка и огня, мешает передвижению солнечной барки солярного бога. Рестау является домом многочисленных змей. Поскольку солнечную барку в Рестау необходимо тянуть по земле, судовой руль солнечной барки превращается бога Мехена, изображаемого в виде змеи, которая расчищает путь своим огненным дыханием. 
В контексте Книги Мёртвых Рестау рассматривается в качестве прохода в Дуат, т.е. промежуточного мира между миром живых и миром мёртвых. Таким образом, чтобы безопасно пройти в Дуат, нужно сначала преодолеть Рестау. Там же покойный получал своего первого помощника — бога Упуата (досл. "Открыватель путей"), который изображался в виде волка
23. ↑  Согласно мифологии, враг Осириса Сет разрубил его тело на части и раскидал их по всему Египту. Для того, чтобы воскресить Осириса, его родственники искали части тела Осириса и охраняли их
24. 1 2 3  Сехем — регион Нижнего Египта, одна из 42 административно-территориальных единиц Древнего Египта (номов). Столицей региона был современный город Аусим)
25. ↑  Фестиваль Осириса проходил на шестой день каждого месяца, а Осириса называли «Владыкой праздника шестого дня».
26. ↑  Тенат — религионзный фестиваль, проводимый на 7-й день каждого месяца
27. ↑  Титул "руководителя мастеров" носил верховный жрец Птаха в Мемфиса
28. ↑  Ладья Хенну была символом бога Сокара из Мемфиса. В зависимости от эпохи и царствующей династии ладья Хенну плыла либо к рассвету, либо к закату.
29. ↑  Здесь имеется в виду фестиваль бога Сокара, праздновавшийся в различных храмах Сокара Египта на рассвете, «в тот момент, когда солнце бросает свои золотые лучи на землю». Согласно традиции этого празднования, ладью Хенну[англ.] выносили из храма, ставили на сани и возили на санях вокруг храма. В Мемфисе cерапеум носил название Па-хенну.
30. ↑  Сутен-Хенен — древний город Гераклеополь
31. 1 2 3 4  Согласно древнеегипетской мифологии, процедура взвешивания сердца покойного проводилась в помещении, которое называлась "Зал двойной истины"
32. ↑  Священное место и религиозный центр Древнего Египта — место, где были захоронены Осирис и первые правители Египта, один из древнейших городов Египта. В настоящее время называется Абидос